# Beatrice Bocci
Beatrice Bocci (San Giovanni Valdarno, 8 aprile 1970) è una conduttrice televisiva ed ex modella italiana.

## Biografia
Diviene nota al grande pubblico nel 1994 quando, già sposata e madre di una bambina, prima vince il titolo di Miss Toscana e poi, alla finale di Miss Italia 1994 a Salsomaggiore, arriva al secondo posto, alle spalle di Alessandra Meloni. Nei mesi successivi lavora nella moda come indossatrice (partecipa alla sfilata romana di piazza di Spagna) e poi debutta nella danza e nel teatro sotto la guida di Tonino Viviani. In seguito diviene conduttrice televisiva prima su Rai 1 con La Rai che vedrai e poi con Granfesta e Stadium sull'emittente toscana Canale 10, con la regia di Franco Boldrini. Negli anni successivi partecipa a due programmi dell'estate di Rai 1: Su le mani (nel 1996) e Va ora in onda (nel 1997), entrambi di Carlo Conti.
Il 1997 è per lei un anno importante sia sul piano professionale, poiché presenta le anteprime estive di Miss Italia 1997 su Rai 1 ed è la protagonista di uno spot televisivo della compagnia telefonica Omnitel, sia sul piano affettivo, in quanto incontra il conduttore Alessandro Greco (curiosamente omonimo dell'ex marito), da cui in seguito avrà un figlio, Lorenzo. Ha fatto anche alcune esperienze da attrice, partecipando a Linda e il brigadiere 2 e al telefilm Un medico in famiglia, nel quale interpreta Elena Solari, personaggio che compare nelle prime tre stagioni (1998-2003) in alcune VHS guardate dai protagonisti, e inoltre si vede sporadicamente in fotografia nelle stagioni successive.
Nella stagione televisiva 2003-2004 conduce insieme ad Alessandro Greco il programma culinario Sale e pepe...q.b., in onda per settantacinque puntate sul canale satellitare Alice (nel circuito Sky). Nell'autunno del 2005 prende parte come concorrente alla seconda edizione del reality show La talpa, condotta da Paola Perego su Italia 1, arrivando in finale e classificandosi al terzo posto. Nel 2006 entra a far parte del cast di Verissimo come opinionista fissa nello spazio denominato Processo al Grande Fratello, dedicate all'analisi delle puntate della sesta edizione del Grande Fratello. Dal 2007 torna sul canale Alice dove conduce il programma Dolci & Delizie, insieme alla chef pasticcera Valentina Gigli. Nel 2011 presenta una puntata del programma Una giornata particolare a spasso con le Miss, anteprima di Miss Italia 2011. Il 26 dicembre 2018 conduce in seconda serata su Rai 1 la quattordicesima edizione del premio Nella memoria di Giovanni Paolo II. Nel 2019 pubblica il suo primo libro, intitolato Ho scelto Gesù. Un'infinita storia d'amore, scritto assieme al marito Alessandro Greco. 

## Filmografia
- Linda e il brigadiere – serie TV, episodio 2x01 (1998)
- Un medico in famiglia – serie TV (1998-2000, 2003)

## Programmi televisivi
- Miss Italia (Rai 1, 1994, 2019)[6]
- La Rai che vedrai (Rai 1, 1996)
- Granfesta (Canale 10, 1996)
- Stadium (Canale 10, 1996)
- Su le mani (Rai 1, 1996) - Valletta
- Va ora in onda (Rai 1, 1997) - Valletta
- Anteprima Miss Italia (Rai 1, 1997)
- Millennium - La notte del 2000 (Rai 1, 1999-2000) - Inviata
- Telethon (Rai 2, 2000) - Inviata
- Sale e pepe q.b. (Alice, 2003-2004)
- La talpa 2 (Italia 1, 2005) - Concorrente
- Verissimo (Canale 5, 2006) - Opinionista
- Dolci & Delizie (Alice, 2007-2010)
- Una giornata particolare a spasso con le Miss (Rai 1, 2011)
- Nella memoria di Giovanni Paolo II (Rai 1, 2018)

## Libri
- Alessandro Greco, Beatrice Bocci e Tiziana Lupi, Ho scelto Gesù. Un'infinita storia d'amore, Rai Libri, 2019, ISBN 978-8839717832.